# Церковь Богородицы (Калуннборг)
Церковь Богородицы — укреплённая церковь в Калуннборге на северо-западе острова Зеландия (Дания). Одна из самых необычных средневековых романских церквей в Северной Европе — главная достопримечательность города и одноимённого региона. Возвышаясь на высоком холме над гаванью, церковь Богородицы издалека привлекает внимание и формирует узнаваемый силуэт Калуннборга.
Точная дата основания церкви неизвестна, однако предполагается, что она возведена в 1170 — 1190 годах в честь обращения области в христианство. Основание церкви связывают с именем Ингеборги Странгессен, дочери основателя города, и её мужа Петера. Это одно из первых кирпичных сооружений в Дании; одновременно с церковью был построен укреплённый замок, позже перестроенный.
Величественная церковь Богородицы выстроена из красного кирпича, имеет в плане форму греческого креста, включает центральную башню и четыре угловые. Структура сооружения акцентирована на более высокой центральной башне Девы Марии, квадратной в плане и имеющей высоту 44 метра. Эта башня поддерживается четырьмя гранитными колоннами, обеспечивающими дополнительную прочность. Восьмигранные боковые башни, каждая 34 метра в высоту, возведены над четырьмя абсидами: на западе — святой Гертруды, на юге — святой Марии Магдалины, на востоке — святой Анны, на севере — святой Екатерины. Такая пятибашенная конструкция является уникальной для Западной Европы, будучи распространённой преимущественно в православной архитектуре.
Архитектура церкви Богородицы по компоновке напоминает Храм Гроба Господня в Иерусалиме. Церковь по своему виду больше похожа на крепость, однако это объясняется не только соображениями фортификации. Предположительно, пять башен церкви отсылают нас к идее Небесного Иерусалима, который в средние века представлялся как укреплённый город с пятью башнями.
Первоначально интерьер церкви Богородицы был украшен настенной росписью. На окне алтаря сохранился фрагмент фрески начала XIII века. На северной и южной башнях церкви висит по два колокола. Самый старый из них 1502 года, самый молодой отлит в 1938 году.
В настоящее время церковь Богородицы принадлежит государственной евангелической лютеранской церкви и является главной церковью коммуны Калуннборг. В декабре 2008 года муниципалитет Калуннборга при поддержке группы ведущих датских архитекторов предложил направить запрос о включении церкви Богородицы в Калуннборге в список Всемирного наследия ЮНЕСКО.